# ساواكو اريوشي
ساواكو اريوشي ( 有吉 佐和子,Ariyoshi ساداكو 3 دي ، 20 جانفي 1931 - 30 أوت 1984 ) كاتبة وروائية يابانية.

## أعمال
- Kinokawa "The River Ki" (1959) - deals with aristocratic women.
- Hishoku "Not Because of Color" (1964) - deals with racism
- Hanaoka Seishū no tsuma The Doctor's Wife (1966) - best known work
- Jiuta (1967)
  - Jiuta "Ballad" 1956
  - Shiroi ōgi "The White Folding Fan" 1957
  - Kiyu no shi "The Death of Kiyu" 1962
- Izumo no Okuni (the book) "Kabuki Dancer" (1969) -fictionalized account of the life of the inventor of kabuki.
- Kōkotsu no hito "The Twilight Years" (1972) -deals with ageism
- Fukugō osen "The Complex Contamination" (1975) -deals with pollution
- Kazu no miyasama otome "Her Highness Princess Kazu" 1978
- Chūgoku repōto "China Report" 1978

## وصلات خارجية
- ساواكو اريوشي على موقع IMDb (الإنجليزية)
- ساواكو اريوشي على موقع الموسوعة البريطانية (الإنجليزية)
- ساواكو اريوشي على موقع قاعدة بيانات الفيلم (الإنجليزية)

- قبر ساواكو اريوشي
- ساواكو اريوشي على موقع IMDB